# ارکستر بادی

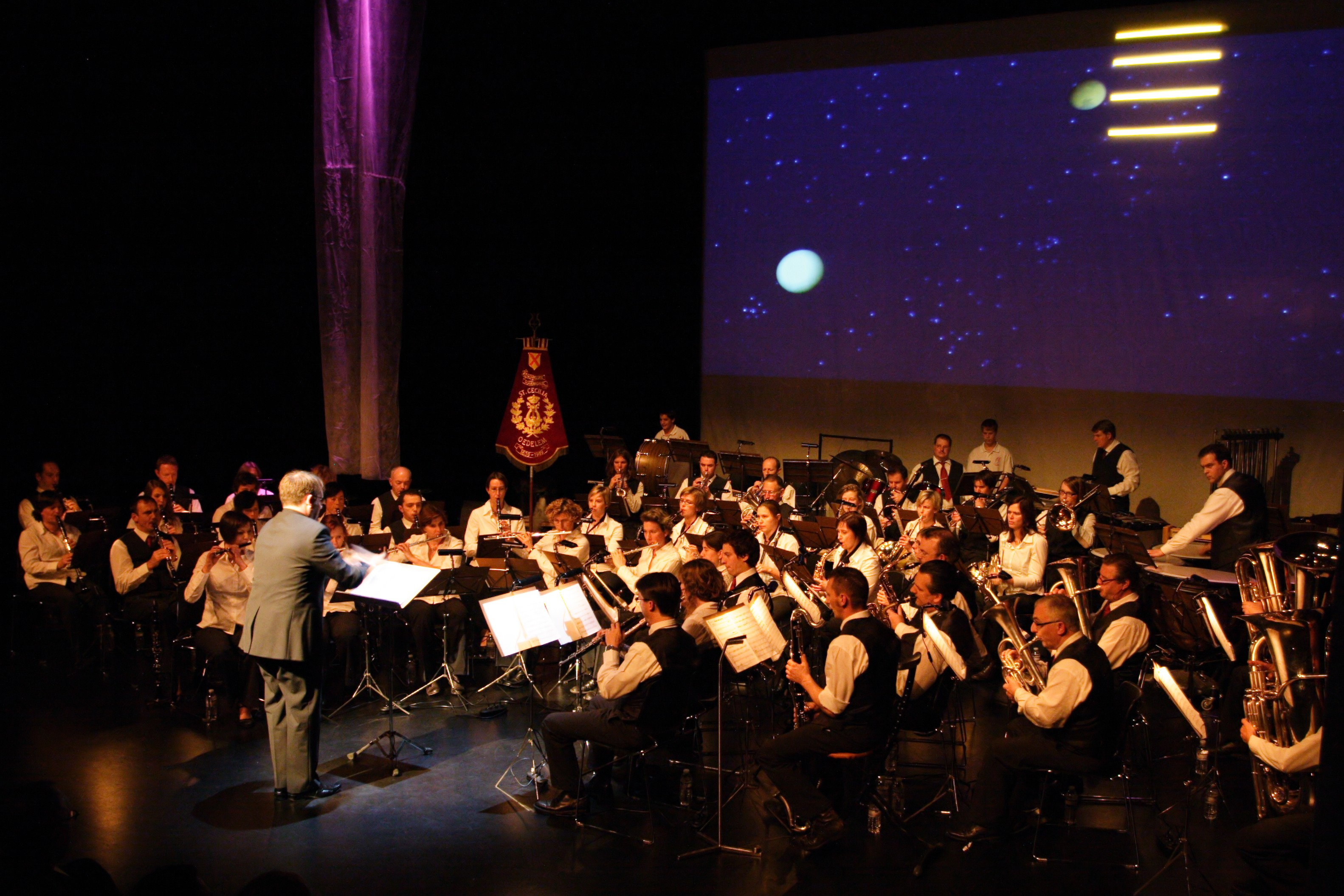
یک ارکستر بادی در هلند

ارکستر بادی (به انگلیسی: Wind orchestra) گروهی تشکیل شده از نوازندگان سازهای بادی چوبی، سازهای بادی برنجی و سازهای کوبه‌ای است. در زبان انگلیسی به چنین ارکستری Concert Band هم گفته می‌شود.
ارکستر بادی، آثاری که اساساَ برای ارکسترهای بادی نوشته شده را می‌نوازند و همچنین آثاری که بعداَ توسط آهنگسازان برای ارکستر بادی تنظیم شده‌اند. این کارها می‌توانند از آثار دوره کلاسیک باشند و همچنین از آثار سبک (لایت) موسیقی.
در میان ارکسترهای معروف بادی جهان باید از «ارکستر سمفونیک بادی دالاس» در آمریکا، «ارکستر بادی کوسی توکیو»، در ژاپن و «گروه سلطنتی هاوایی» نام برد.
آهنگساز آمریکایی؛ جیمز ال. هوسی یک اثر برای ارکستر بادی با الهام از تاریخ ایران، به نام «پرسیس» آفریده‌است. «پرسیس» نام تاریخی ایران در زبان یونانی است.
اکنون در تهران یک ارکستر سازهای بادی به رهبری جاوید مجلسی فعالیت دارد که ارکستر بادی تهران از سال ۱۳۸۵ فعالیت خود را شروع و کنسرتهای متعددی را در سراسر کشور برگزار کرده‌است. این ارکستر متشکل از ۲۰ نوازنده می‌باشد. یکی از نکات قابل توجه این ارکستر وجود تمامی سازهای بادی در کنار یکدیگر است که نظیر این حرکت در گروهای موسیقی ایران وجود نداشته ه در سال ۱۳۸۷ با همکاری سینا ذکایی (سرپرست ارکستر) ارکستر بادی موفق مقام اول را در جشنواره موسیقی فجر کسب کند. همچنین در سال ۱۳۹۳ با عالم قاسم اف خواننده شهیر آذربایجان کنسرتی را به مدت ۳ شب در تالار وحدت تهران برگزار نمود. در سال ۱۳۹۶ خانه موسیقی به پاس ۱۰ سال فعالیت از ارکستر بادی تهران تقدیر کرد